# Indianapolis Colts 2018
La stagione 2018 degli Indianapolis Colts è stata la 66ª della franchigia nella National Football League, la 35ª ad Indianapolis, la prima con Frank Reich come capo-allenatore e la seconda con Chris Ballard come general manager. Con una serie di cinque vittorie consecutive arrivando da un record di 1–5, inclusa la vittoria nell'undicesimo turno contro i rivali Tennessee Titans per 38–10, i Colts migliorarono il bilancio di 4–12 della stagione precedente. Nella vittoria del sedicesimo turno per 28–27 contro i New York Giants, i Colts realizzarono la prima stagione vincente dal 2014. Sconfiggendo i Titans nell'ultimo turno della stagione regolare, la squadra si assicurò la prima apparizione ai play-off dal 2014 e divenne la terza nella storia a riuscire in tale impresa partendo con un record di 1–5.
Dopo aver sconfitto i gli Houston Texans nel Wild Card Game per 21–7, i Colts furono sconfitti nel Divisional Play-off dai Kansas City Chiefs per 13–31, che posero fine alla loro stagione.
Inoltre questa fu l'ultima stagione dei Colts col loro franchise quarterback Andrew Luck, ritiratosi la stagione successiva a causa dei numerosi infortuni subiti negli anni.

## Pre-stagione

### Cambio del capo allenatore
Il 1º dicembre 2017, i Colts licenziarono il capo allenatore Chuck Pagano. Dopo due colloqui, era largamente diffusa l'opinione che avrebbero ingaggiato il coordinatore offensivo dei New England Patriots Josh McDaniels, dopo che questi avesse adempiuto al suo incarico ai Patriots nel Super Bowl LII. I Colts annunciarono sul loro sito web di aver raggiunto l'accordo con McDaniels e di aver fissato una conferenza stampa di presentazione per il 5 febbraio 2018. Tuttavia, il giorno successivo, McDaniels inaspettatamente si ritirò dall'accordo preso in precedenza. L'11 febbraio 2018, dopo aver tenuto colloqui con altri candidati, inclusi Leslie Frazier e Dan Campbell, i Colts annunciarono l'ingaggio di Frank Reich, ex coordinatore offensivo dei Philadelphia Eagles e fresco vincitore del Super Bowl LII.

## Scelte nel Draft 2018
| Scelte dei Colts nel Draft 2018 |        |                  |       |                      |                                                         |
| Giro                            | Scelta | Giocatore        | Ruolo | College              | Note                                                    |
| 1                               | 6      | Quenton Nelson   | G     | Notre Dame           |                                                         |
| 2                               | 36     | Darius Leonard   | LB    | South Carolina State |                                                         |
| 2                               | 37     | Braden Smith     | G     | Auburn               | Dai NY Jets                                             |
| 2                               | 52     | Kemoko Turay     | DE    | Rutgers              | Da Baltimore tramite Philadelphia                       |
| 2                               | 64     | Tyquan Lewis     | DE    | Ohio State           | Da Philadelphia tramite Cleveland                       |
| 4                               | 104    | Nyheim Hines     | RB    | NC State             |                                                         |
| 5                               | 159    | Daurice Fountain | WR    | Northern Iowa        | Da Kansas City tramite Cleveland, New England e Oakland |
| 5                               | 169    | Jordan Wilkins   | RB    | Ole Miss             | Da Philadelphia                                         |
| 6                               | 185    | Deon Cain        | WR    | Clemson              | Da Oakland                                              |
| 7                               | 221    | Matthew Adams    | LB    | Houston              |                                                         |
| 7                               | 235    | Zaire Franklin   | LB    | Syracuse             | Da Seattle tramite NY Jets                              |

Scambi di scelte

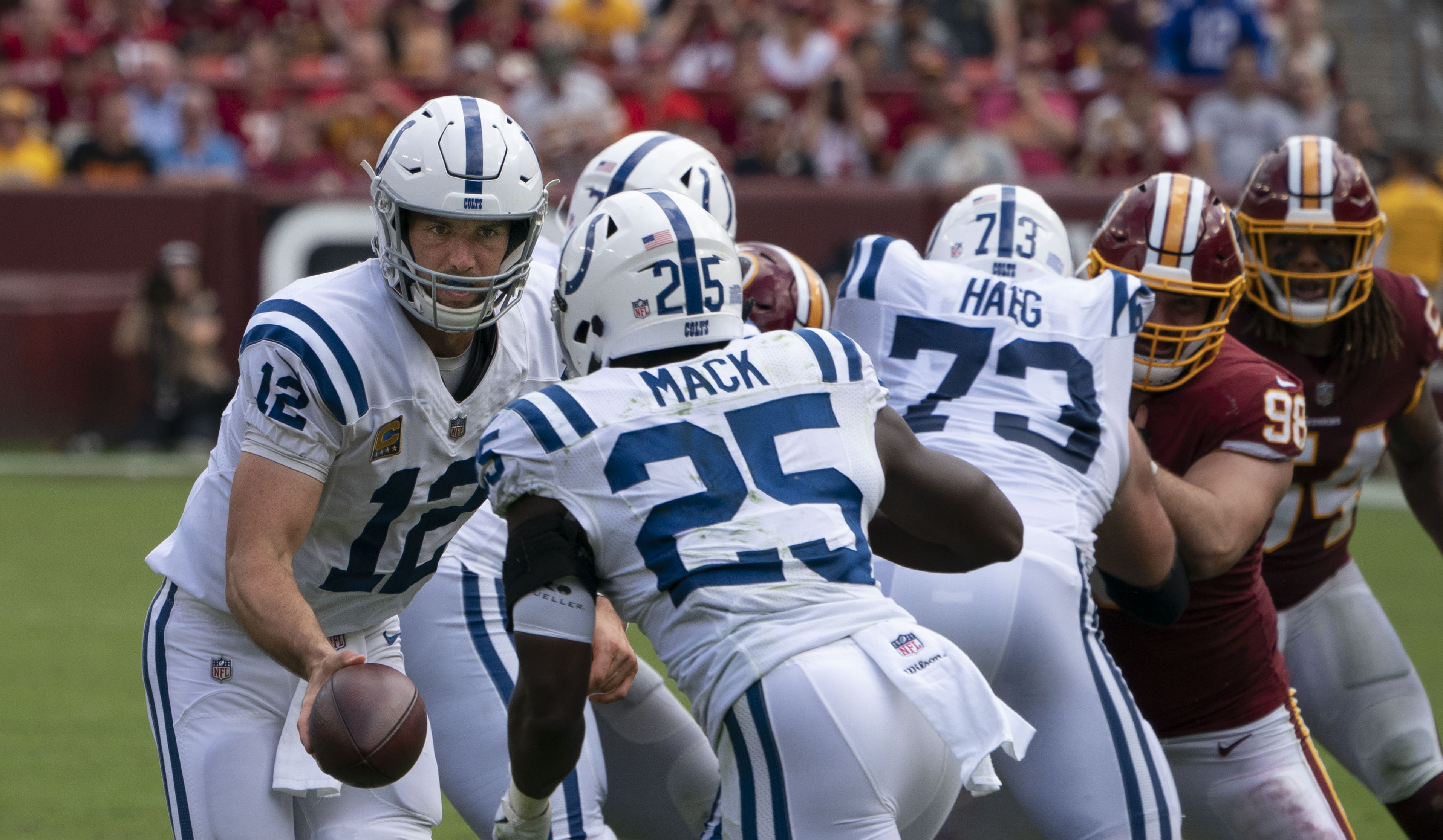
La partita della settimana 2 vinta in casa dei Redskins

- I Colts scambiarono la loro scelta nel 1º giro (3ª assoluta) ai Jets in cambio della scelta nel 1º giro (6ª assoluta), due scelte nel 2º giro (37ª e 49ª assolute), e la loro scelta nel 2º giro nel 2019 di questi ultimi.
- I Colts scambiarono una scelta nel 2º giro ricevuta dai Jets (la 49ª assoluta) agli Eagles in cambio della scelta nel 2º giro (52ª assoluta), e quella nel 5º giro (169ª assoluta) di questi ultimi.
- I Colts scambiarono la loro scelta nel 3º giro (67ª assoluta) e la loro scelta nel 6º giro (178ª assoluta) con i Browns in cambio della scelta nel 2º giro (64ª assoluta) di questi ultimi.
- I Colts scambiarono la loro scelta nel 5º giro (140ª assoluta) con i Raiders in cambio della scelta nel 5º giro (159ª assoluta) e della scelta nel 6º giro (185ª assoluta) di questi ultimi.
- I Colts scambiarono il defensive end Henry Anderson con i Jets in cambio della scelta nel 7º giro (235ª assoluta) di questi ultimi, precedentemente acquisita da Seattle.

## Staff
| Staff degli Indianapolis Colts nel 2018 |
| --- |
| Organi dirigenziali - Proprietario – Jim Irsay - General manager – Chris Ballard - Vicepresidente del personale giocatori – Rex Hogan - Vicepresidente del personale giocatori – Ed Dodds - Osservatore senior – Todd Vasvari - Direttore sportivo – Mike Bluem - Direttore del personale sportivo – Kevin Rogers Jr. - Direttore degli osservatori del college – Morocco Brown - Assistente del direttore degli osservatori del college – Matt Terpening - Stratega dell'organico giocatori – Brian Decker Capo allenatore - Frank Reich Altri allenatori - Preparatore atletico – Rusty Jones - Scienze sportive e condizione – Ryan Poddell - Assistente p.a. – Richard Howell - Assistente p.a. – Doug McKenney Allenatori dell'attacco - Coordinatore offensivo – Nick Sirianni - Running back – Tom Rathman - Wide receiver – Kevin Patullo - Tight end – Tom Manning - Offensive line – Dave DeGuglielmo - Assistente quarterback – Marcus Brady - Assistente offensive Line – Bobby Johnson - Controllo qualità dell'attacco – Gunnard Twyner Allenatori della difesa - Coordinatore difensivo – Matt Eberflus - Defensive line – Mike Phair - Linebacker – Dave Borgonzi - Cornerback – Jonathan Gannon - Safety – Alan Williams - Controllo qualità della difesa – David Overstreet II - Consulente del pass rush/Sviluppo giocatori – Robert Mathis Allenatori dello special team - Coordinatore dello special team - Raymond Ventrone - Assistente dello special team - Frank Ross |

## Roster
| Roster degli Indianapolis Colts nel 2018 |
| --- |
| Quarterback - 12 Andrew Luck - 7 Jacoby Brissett Running Back - 25 Marlon Mack - 21 Nyheim Hines - 20 Jordan Wilkins - 39 Jonathan Williams Wide Receiver - 13 T.Y. Hilton - 11 Ryan Grant - 80 Chester Rogers - 14 Zach Pascal - 15 Dontrelle Inman - 10 Daurice Fountain Tight End - 85 Eric Ebron - 81 Mo Alie-Cox - 45 Ryan Hewitt Offensive Linemen - 74 Anthony Castonzo T - 62 Le'Raven Clark T - 73 Joe Haeg T - 56 Quenton Nelson G - 64 Mark Glowinski G - 72 Braden Smith T - 67 Evan Boehm C - 78 Ryan Kelly C - 63 Josh Andrews C Defensive Linemen - 92 Margus Hunt DE - 93 Jabaal Sheard DE - 57 Kemoko Turay DE - 97 Al-Quadin Muhammad DE - 94 Tyquan Lewis DE - 75 Geneo Grissom DE - 91 Hassan Ridgeway DT - 96 Denico Autry DT - 90 Grover Stewart DT Linebacker - 53 Darius Leonard OLB - 49 Matthew Adams OLB - 52 Najee Goode OLB - 54 Ahmad Thomas OLB - 44 Zaire Franklin MLB - 50 Anthony Walker MLB Defensive Back - 23 Kenny Moore CB - 27 Nate Hairston CB - 31 Quincy Wilson CB - 35 Pierre Desir CB - 28 Christopher Milton CB - 29 Malik Hooker FS - 36 Corey Moore FS - 30 George Odum FS - 26 Clayton Geathers SS - 37 J.J. Wilcox SS - 42 Rolan Milligan S Special Team - 46 Luke Rhodes LS - 2 Rigoberto Sanchez P - 4 Adam Vinatieri K Lista delle riserve - 9 Brad Kaaya QB (IR) - 8 Deon Cain WR (IR) - -- James Wright WR (IR) - 16 Marcus Johnson WR (IR) - 43 Ross Travis TE (IR) - 84 Jack Doyle TE (IR) - 61 J'Marcus Webb OT (IR) - -- Will Poehls OT - 68 Matt Slauson G (IR) - 59 Carroll Phillips DE (IR) - 51 Jihad Ward DT (IR) - 99 Al Woods DT (IR) - 55 Skai Moore MLB (IR) - 34 Mike Mitchell FS (IR) - 41 Matthias Farley SS (IR) - -- Ronald Martin SS (IR) Squadra di allenamento - 5 P.J. Walker QB - 83 Krishawn Hogan WR - 17 Steve Ishmael WR - 86 Erik Swoope TE - 48 Billy Brown TE - 79 Antonio Garcia OT - 76 De'Ondre Wesley OT - 58 Anthony Winbush DE - 95 DeShawn Williams DT - 32 Jalen Collins CB 53 attivi, 16 inattivi, 10 nella squadra di allenamento |
| Legenda - I rookie sono in corsivo. - Il primo ruolo è il principale mentre gli eventuali successivi indicano i ruoli secondari. - (IR) sta per Injured Reserve ed indica la lista ristretta per un solo giocatore infortunato che può tornare ad allenarsi dopo la settimana 6 e a rientrare in prima squadra dopo che questa ha giocato 8 partite. - (NF-Inj.) / (NF-Ill.) stanno rispettivamente per Non-Football Injured e Non-Football Illness ed indicano le liste dove viene inserito un giocatore che ha un infortunio o una malattia non dipendente dal football americano. - (PUP) sta per Physically Unable to Perform ed indica la lista dove viene inserito un giocatore mentre è in attesa di recuperare la condizione fisica. Nella stagione regolare dopo la sesta partita giocata dalla propria squadra, il giocatore ha tempo tre settimane per riprendere ad allenarsi, più tre settimane aggiuntive dal suo rientro agli allenamenti per rientrare in prima squadra. |

## Calendario

### Precampionato
| Precampionato |       |                       |           |        |                    |      |         |
| Settimana     | Data  | Avversario            | Risultato | Record | Stadio             | TV   | Sintesi |
| 1             | 09/08 | at Seattle Seahawks   | V 19–17   | 1–0    | CenturyLink Field  | WXIN | Sintesi |
| 2             | 20/08 | Baltimore Ravens      | S 19–20   | 1–1    | Lucas Oil Stadium  | ESPN | Sintesi |
| 3             | 25/08 | San Francisco 49ers   | V 23–17   | 2–1    | Lucas Oil Stadium  | WXIN | Sintesi |
| 4             | 30/08 | at Cincinnati Bengals | V 27–26   | 3–1    | Paul Brown Stadium | WXIN | Sintesi |

### Stagione regolare
Il calendario della stagione è stato annunciato il 19 aprile 2018.
| Stagione regolare |                     |                         |                     |                     |                                 |                     |                     |
| Settimana         | Data                | Avversario              | Risultato           | Record              | Stadio                          | TV                  | Sintesi             |
| 1                 | 09/09               | Cincinnati Bengals      | S 23–34             | 0–1                 | Lucas Oil Stadium               | CBS                 | Sintesi             |
| 2                 | 16/09               | at Washington Redskins  | V 21–9              | 1–1                 | FedEx Field                     | CBS                 | Sintesi             |
| 3                 | 23/09               | at Philadelphia Eagles  | S 16–20             | 1–2                 | Lincoln Financial Field         | Fox                 | Sintesi             |
| 4                 | 30/09               | Houston Texans          | S 34–37 (DTS)       | 1–3                 | Lucas Oil Stadium               | CBS                 | Sintesi             |
| 5                 | 04/10               | at New England Patriots | S 24–38             | 1–4                 | Gillette Stadium                | Fox/NFLN/Amazon     | Sintesi             |
| 6                 | 14/10               | at New York Jets        | S 34–42             | 1–5                 | MetLife Stadium                 | CBS                 | Sintesi             |
| 7                 | 21/10               | Buffalo Bills           | V 37–5              | 2–5                 | Lucas Oil Stadium               | CBS                 | Sintesi             |
| 8                 | 28/10               | at Oakland Raiders      | V 42–28             | 3–5                 | Oakland–Alameda County Coliseum | CBS                 | Sintesi             |
| 9                 | Settimana di riposo | Settimana di riposo     | Settimana di riposo | Settimana di riposo | Settimana di riposo             | Settimana di riposo | Settimana di riposo |
| 10                | 11/11               | Jacksonville Jaguars    | V 29–26             | 4–5                 | Lucas Oil Stadium               | CBS                 | Sintesi             |
| 11                | 18/11               | Tennessee Titans        | V 38–10             | 5–5                 | Lucas Oil Stadium               | CBS                 | Sintesi             |
| 12                | 25/11               | Miami Dolphins          | V 27–24             | 6–5                 | Lucas Oil Stadium               | CBS                 | Sintesi             |
| 13                | 02/12               | at Jacksonville Jaguars | S 0–6               | 6–6                 | TIAA Bank Field                 | CBS                 | Sintesi             |
| 14                | 09/12               | at Houston Texans       | V 24–21             | 7–6                 | NRG Stadium                     | CBS                 | Sintesi             |
| 15                | 16/12               | Dallas Cowboys          | V 23–0              | 8–6                 | Lucas Oil Stadium               | Fox                 | Sintesi             |
| 16                | 23/12               | New York Giants         | V 28–27             | 9–6                 | Lucas Oil Stadium               | CBS                 | Sintesi             |
| 17                | 30/12               | at Tennessee Titans     | V 33–17             | 10–6                | Nissan Stadium                  | CBS                 | Sintesi             |

Note
- Gli avversari della propria division sono in grassetto.

### Play-off
| Play-off   |            |                           |           |        |                   |          |         |
| Turno      | Data       | Avversario (seed)         | Risultato | Record | Stadio            | TV       | Sintesi |
| Wild Card  | 05/01/2019 | at Houston Texans (3)     | V 21–7    | 1–0    | NRG Stadium       | ABC/ESPN | Sintesi |
| Divisional | 12/01/2019 | at Kansas City Chiefs (1) | S 13–31   | 1–1    | Arrowhead Stadium | NBC      | Sintesi |

## Classifiche

### Division
| AFC South              | AFC South | AFC South | AFC South | AFC South | AFC South | AFC South | AFC South | AFC South |
| vedi • disc. • mod.    | V         | S         | P         | PCT       | DIV       | CONF      | PF        | PS        |
| ---------------------- | --------- | --------- | --------- | --------- | --------- | --------- | --------- | --------- |
| (3) Houston Texans     | 11        | 5         | 0         | .688      | 4–2       | 9–3       | 402       | 316       |
| (6) Indianapolis Colts | 10        | 6         | 0         | .625      | 4–2       | 7–5       | 433       | 344       |
| Tennessee Titans       | 9         | 7         | 0         | .563      | 3–3       | 5–7       | 310       | 303       |
| Jacksonville Jaguars   | 5         | 11        | 0         | .313      | 1–5       | 4–8       | 245       | 316       |

### Conference
| American Football Conference           | American Football Conference | American Football Conference | American Football Conference | American Football Conference | American Football Conference | American Football Conference | American Football Conference | American Football Conference | American Football Conference | American Football Conference |
| Pos.                                   | Squadra                      | Division                     | V                            | S                            | P                            | PCT                          | DIV                          | CONF                         | SOS                          | SOV                          |
| -------------------------------------- | ---------------------------- | ---------------------------- | ---------------------------- | ---------------------------- | ---------------------------- | ---------------------------- | ---------------------------- | ---------------------------- | ---------------------------- | ---------------------------- |
| Capolista di Division                  |                              |                              |                              |                              |                              |                              |                              |                              |                              |                              |
| 1                                      | Kansas City Chiefs           | West                         | 12                           | 4                            | 0                            | .750                         | 5–1                          | 10–2                         | .480                         | .401                         |
| 2                                      | New England Patriots         | East                         | 11                           | 5                            | 0                            | .688                         | 5–1                          | 8–4                          | .482                         | .494                         |
| 3                                      | Houston Texans               | South                        | 11                           | 5                            | 0                            | .688                         | 4–2                          | 9–3                          | .471                         | .435                         |
| 4                                      | Baltimore Ravens             | North                        | 10                           | 6                            | 0                            | .625                         | 3–3                          | 8–4                          | .496                         | .450                         |
| Wild Card                              |                              |                              |                              |                              |                              |                              |                              |                              |                              |                              |
| 5                                      | Los Angeles Chargers         | West                         | 12                           | 4                            | 0                            | .750                         | 4–2                          | 9–3                          | .477                         | .422                         |
| 6                                      | Indianapolis Colts           | South                        | 10                           | 6                            | 0                            | .625                         | 4–2                          | 7–5                          | .465                         | .456                         |
| Non qualificati per i play-off         |                              |                              |                              |                              |                              |                              |                              |                              |                              |                              |
| 7                                      | Pittsburgh Steelers          | North                        | 9                            | 6                            | 1                            | .594                         | 4–1–1                        | 6–5–1                        | .504                         | .448                         |
| 8                                      | Tennessee Titans             | South                        | 9                            | 7                            | 0                            | .563                         | 3–3                          | 5–7                          | .520                         | .465                         |
| 9                                      | Cleveland Browns             | North                        | 7                            | 8                            | 1                            | .469                         | 3–2–1                        | 5–6–1                        | .516                         | .411                         |
| 10                                     | Miami Dolphins               | East                         | 7                            | 9                            | 0                            | .438                         | 4–2                          | 6–6                          | .469                         | .446                         |
| 11                                     | Denver Broncos               | West                         | 6                            | 10                           | 0                            | .375                         | 2–4                          | 4–8                          | .523                         | .464                         |
| 12                                     | Cincinnati Bengals           | North                        | 6                            | 10                           | 0                            | .375                         | 1–5                          | 4–8                          | .535                         | .448                         |
| 13                                     | Buffalo Bills                | East                         | 6                            | 10                           | 0                            | .375                         | 2–4                          | 4–8                          | .523                         | .411                         |
| 14                                     | Jacksonville Jaguars         | South                        | 5                            | 11                           | 0                            | .313                         | 1–5                          | 4–8                          | .549                         | .463                         |
| 15                                     | New York Jets                | East                         | 4                            | 12                           | 0                            | .250                         | 1–5                          | 3–9                          | .506                         | .438                         |
| 16                                     | Oakland Raiders              | West                         | 4                            | 12                           | 0                            | .250                         | 1–5                          | 3–9                          | .547                         | .406                         |
| Criteri di spareggio                   |                              |                              |                              |                              |                              |                              |                              |                              |                              |                              |
| 1. 2. 3. 4. 5. 6. 7. 8. 9. 10.         |                              |                              |                              |                              |                              |                              |                              |                              |                              |                              |
| Legenda                                |                              |                              |                              |                              |                              |                              |                              |                              |                              |                              |
| w — wild card ottenuta                 |                              |                              |                              |                              |                              |                              |                              |                              |                              |                              |
| x — partecipazione ai playoff ottenuta |                              |                              |                              |                              |                              |                              |                              |                              |                              |                              |
| y — campioni di division               |                              |                              |                              |                              |                              |                              |                              |                              |                              |                              |
| z — salto del primo turno di play-off  |                              |                              |                              |                              |                              |                              |                              |                              |                              |                              |
| * — vantaggio del campo ottenuto       |                              |                              |                              |                              |                              |                              |                              |                              |                              |                              |

## Premi

### Premi individuali
- Andrew Luck:

NFL Comeback Player of the Year
- Darius Leonard:

Rookie difensivo dell'anno

### Premi settimanali e mensili
- Darius Leonard:

difensore della AFC della settimana 2
rookie della settimana 2
rookie difensivo del mese di settembre
rookie della settimana 8
difensore della AFC della settimana 17
difensore della AFC del mese di dicembre
- Mike Mitchell:

difensore della AFC della settimana 7
- Adam Vinatieri:

giocatore degli special team della AFC della settimana 8
- Quenton Nelson:

rookie offensivo del mese di ottobre
- Andrew Luck:

giocatore offensivo della AFC della settimana 11
giocatore offensivo della AFC del mese di novembre
quarterback della settimana 12
- Denico Autry:

difensore della AFC della settimana 14